# Аскеранський район
Аскеранський район (вірм. Ասկերանի շրջան) —  колишня адміністративна одиниця у складі невизнаної Нагірно-Карабаської Республіки. Адміністративний центр — Аскеран.

## Географія
На південному сході межував з Мартунинським районом, на півдні з Гадрутським районом, на південному заході з Шушинським районом, на заході з Кашатазьким районом, на північному заході та півночі з Мартакертським районом, на сході з Азербайджаном, а також в південно-західній частині району знаходилася столиця невизнаної Нагірно-Карабаської Республіки — Степанакерт, яка мала статус міста державного значення та не входила склад Аскеранського району.
Район був розташований в центрі республіки. Основними річками були: Каркар, Варанда, Мехратап, Птрецік та Хаченагет.

## Транспорт

### Автомобільний
Завдяки тому, що Аскеранський район був розташований в центрі НКР, а також за рахунок того, що Аскеранський район фактично з усіх сторін межує зі столицею НКР, це ставить район у дуже зручне географічне становище. Через район проходять такі траси:
- Степанакерт — Горіс — Єреван (найвища якість);
- Степанакерт — Дрмбон — Мартакерт (висока якість);
- Степанакерт — Іванян — Аскеран — Акн (висока якість);
- Мартакерт — Акн — Мартуні — Джракан (середня якість);
- Степанакерт — Мартуні (висока якість);
- Степанакерт — Гадрут (висока якість).

### Залізничний
Не зважаючи на те, що через район проходить залізниця Степанакерт — Євлах, ще до початку Карабаської війни рух поїздів було повністю припинено у зв'язку з блокадою, введеною владою Азербайджанської РСР. Наразі перспектив відновлення залізничного руху нема.

### Авіаційний
В селі Іванян Аскеранського району знаходивться єдиний аеропорт в усій НКР, що використовувався для приватних та туристичних поїзок, офіційних делегацій, а також Військово-повітряними силами Нагірно-Карабаської Республіки. 

## Населення
За переписом, проведеним у НКР в 2005 році, в районі проживало 16.979 осіб, а станом на 2007 рік, в районі проживало близько 17400 осіб.

## Пам'ятники історії та архітектури

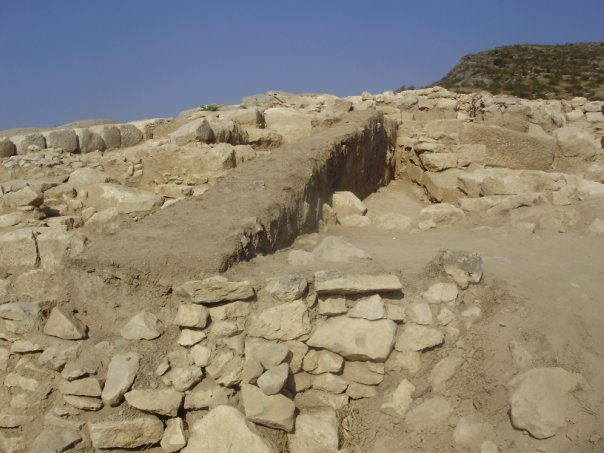
Розкопки стародавнього міста Тигранакерт

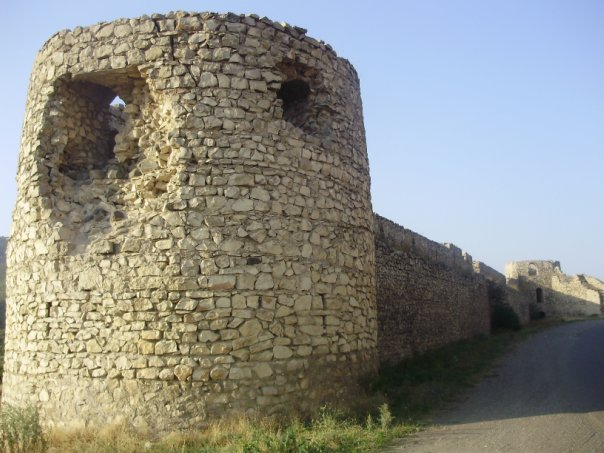
Фортеця Майраберд в Аскерані

Аскеранський район, як і весь Нагірний Карабах, багатий пам'ятниками вірменської історії та архітектури.
- На північному сході району, біля ділянки траси Мартакерт — Акн знаходяться руїни Арцаського Тигранакерта;
- На півдні района знаходиться село Аветараноц — резиденція князів Варанди. Тут збереглися фортечні укріплення, церква Сурб Аствацацин, пустинь Кусаноц;
- Близ села Карміргюх (Червоне Село) збереглися сліди поселення, фортеці, старого цвинтарю та хачкари;
- В монастирі Шошкаванк (також називають Хачмач) є 4 хачкара та старий цвинтар;
- В Сарушені — церкви Пірумашен та Аменапркіч;
- Монастир Бовурханаванк XVII століття;
- В селі Гарав — каплиця Сегіту, хачкар XIII століття;
- В селі Красні — церкви Сурб Ріпсіме, Сурб Аствацацин, Срабек;
- В околицях Степанакерту та в самому місті — останки ранньовірменських поселень, міст Мазі Камурдж, пам'ятник «Ми — наші гори» («Татік-папік»);
- В селі Хнацах — печера Цак Кар, церква Аствацацин, городище Кахікатах;
- В селі Айгестан — церква Сурб Аствацацин, хачкари XII—XIII століть;
- Тараав — руїни церкви XIII століття;
- В селі Птрецік — поселення, фортеці, хачкари;
- В монастирському комплексі Охти Єхці є церква та більше 200 хачкарів IX—XIII століть;
- Монастир Оцканванк;
- Монастир Аменапркіч (також називається Пркчаванк) серед інших будівель включає останки князівської резиденції;
- В селі Ханцк — церква Сурб Аствацацин (1230 рік);
- Фортеця Майраберд в Аскерані;
- Монастир Сурб Геворг;
- Караглух — одна з стародавніх карабаських фортець, згадується з 821 року;
- В околицях Хндзрістану є стара маслодавильня (1772 рік), пам'ятник Оні Хач;

та інші